# Mats Larsson
Mats Larsson (n. 20 martie 1980, Comuna Vansbro, Comitatul Dalarna, Suedia) este un schior de fond ce a reprezentat Suedia, medaliat olimpic. A participat la o ediție a Jocurilor Olimpice (2006) în care a câștigat o medalie de bronz.